# Cg (プログラミング言語)
CgはNVIDIAが開発していた、リアルタイム3次元コンピュータグラフィックス（3DCG）におけるプログラマブルシェーダーのためのシェーディング言語である。2012年を最後にバージョンアップは終了している。GPUプログラミングのために特化・最適化されており、CG描画に向いている。この言語名の由来は「グラフィックスのためのC言語」(C for Graphics) であり、C言語 (ANSI C) をベースとした文法を持つ。また、C++言語の類似機能も一部取り入れている。

## 背景
GPUの技術的な発展にともない、アプリケーションソフトウェアのプログラマーが陰影計算処理（シェーディング）をプログラミング可能なハードウェアが開発・提供されるようになった。しかしDirect3D 8.xやOpenGL ARB拡張における最初期のGPUプログラミングは低水準言語（アセンブリ言語）をベースとしたもので、APIの実装が提供するランタイムライブラリおよびデバイスドライバーに含まれるアセンブラが解釈可能なニーモニックを利用してプログラムを記述する必要があったため、開発が難しく生産性や可搬性も低かった。そのため、GPU向けの高水準言語が必要とされるようになり、Cgが開発された。Cg Toolkit 1.0のベータ版は2002年6月に公開された。
なお、類似のGPU用高水準言語として、OpenGLネイティブのGLSL（2003年にOpenGL 1.5の拡張機能としてリリース）およびDirectX（Direct3D）ネイティブのHLSL（2002年末にDirectX 9.0の標準機能としてリリース）が存在するが、Cgはどちらかというと（マイクロソフトとNVIDIAが共同開発した）HLSLにより近い文法となっている。
GLSLはOpenGL専用であり、またHLSLはDirect3D専用であるが、Cg言語およびCgランタイムライブラリは両方のAPIに対応しているという特徴を持っている。つまり、OpenGLおよびDirect3Dの両方を、Cgシェーダープログラムを実行する基盤として利用することができる。
NVIDIAのGPGPU開発・実行環境であるCUDA用に拡張されたC/C++では、Cgによく似たデータ型や組み込み関数が実装されているなど、Cgは後発の言語にも影響を及ぼしている。

## 詳細

### データ型
Cgはいくつかの基本データ型を持っている。
- float - IEEE 754準拠の32ビット単精度浮動小数点数型
- half - 16ビット半精度浮動小数点数型
- int - 2の補数による符号付き32ビット整数型

intのサポートは任意であり、プロファイルによってはfloatとして扱うこともある。
各整数型にはunsignedを付けることで符号無し整数型とすることができる。
- 以下の関係を満たす整数型char、short、long

sizeof(char) < sizeof(short) < sizeof(int) <= sizeof(long)
- fixed - 12ビット固定小数点数型
- bool - 論理型
- sampler* - テクスチャオブジェクト型

Cgは配列（固定長配列）や構造体もサポートする。ポインタをサポートしない代わりに、配列は第一級オブジェクトである。また、配列にpacked型修飾子を指定することで、packed array型を定義することができる。基本数値型に関して、例えばfloat4やfloat4x4のように、4次元までのベクトル型と4×4次元までの行列型のエイリアスがあらかじめ定義されている。これらはベクトルや行列そのものを扱う型として、3次元のコンピュータグラフィックス計算において多用される型である。

### 演算子
CgはC言語で用いられる算術演算子や論理演算子をサポートしている。算術演算子はベクトル型や行列型にも適用できるものがあり、（C++言語の演算子オーバーロードのように）プログラムの可読性を高め、直感的に理解しやすいグラフィックスプログラムを書くことができるようになっている。

### 関数と制御構造
CgはC言語と同様の制御構造を記述するための構文を持つ。関数を定義することもできる。パラメータは既定で値渡しであり、in/out/inout/uniformの修飾子を指定することもできる。

### 標準ライブラリ
C言語と同様に、CgにはGPUプログラミングのための標準ライブラリがある。abs()やsin()など、C言語の標準ライブラリと共通の数学関数がある一方で、テクスチャマッピングのためのtex1D()やtex2D()など、GPUプログラミングに特化した関数も用意されている。

### ランタイムライブラリ
Cgによるプログラムは基本的に頂点やピクセルのシェーディングを行うためのものであり、そのほかのレンダリングプロセスや入出力を扱うためのC/C++ホストプログラムを必要とする。CgはOpenGLやDirectXのAPI基盤上で動作させることができるが、Cgシェーダープログラムを各APIと連携・バインドさせるためのライブラリがNVIDIAから提供されている。

### 対応プロファイル
Cgで使用可能なシェーダープログラムのプロファイル、すなわちOpenGLやDirectXにおけるシェーダーモデルのバージョンは、2012年2月リリースのCg Toolkit 3.1時点では、リファレンスマニュアルによると下記のようになっている。
- OpenGL
  - NVIDIA Vertex Program 5.0 まで
  - NVIDIA Fragment Program 5.0 まで
  - NVIDIA Geometry Program 5.0 まで
  - NVIDIA Tessellation Control Program 5.0 まで
  - NVIDIA Tessellation Evaluation Program 5.0 まで
- DirectX 11.0
  - HLSL Vertex Shader 5.0 まで
  - HLSL Pixel Shader 5.0 まで
  - HLSL Geometry Shader 5.0 まで
  - HLSL Hull Shader 5.0 まで
  - HLSL Domain Shader 5.0 まで
- DirectX 10.0
  - HLSL Vertex Shader 4.0 まで
  - HLSL Pixel Shader 4.0 まで
  - HLSL Geometry Shader 4.0 まで
- DirectX 9.0c
  - HLSL Vertex Shader 3.0 まで
  - HLSL Pixel Shader 3.0 まで

なお、OpenGLはバージョン4.3で、DirectXはバージョン11でCompute Shaderを導入しているが、結局Cgは最終バージョンである3.1時点でそれらに対応しなかった。

### CgFX
Cg言語は複数のシェーダープログラムを組み合わせた一連の処理パイプライン（Pass）およびそれらの入出力をまとめてひとつの「Technique」として管理することのできるEffectフレームワーク「CgFX」も同時に備えている。これはDirect3D 9やDirect3D 11の拡張ライブラリ（D3DX9、D3DX11）およびDirect3D 10のコアライブラリでサポートされているEffectフレームワークとよく似ており、個別にパイプラインステージごとのシェーダープログラムおよびその入出力を管理するよりもずっとシェーダープログラムのパイプラインを構築しやすくなる。
Effectには複数のTechniqueを含むことができ、Techniqueには複数のPassを含むことができる。

### サンプルコード
```
// input vertex

struct
 
VertIn
 
{

    
float4
 
pos
   
:
 
POSITION
;

    
float4
 
color
 
:
 
COLOR0
;

};

// output vertex

struct
 
VertOut
 
{

    
float4
 
pos
   
:
 
POSITION
;

    
float4
 
color
 
:
 
COLOR0
;

};

// vertex shader main entry

VertOut
 
main
(
VertIn
 
input
,
 
uniform
 
float4x4
 
modelViewProj
)
 
{

    
VertOut
 
output
;

    
output
.
pos
     
=
 
mul
(
modelViewProj
,
 
input
.
pos
);
 
// calculate output coords

    
output
.
color
   
=
 
input
.
color
;
 
// copy input color to output

    
output
.
color
.
z
 
=
 
1.0f
;
 
// blue component of color = 1.0f

    
return
 
output
;

}

```

## FX Composer
Cgを使ったシェーダーオーサリングツールとして、FX Composerと呼ばれるソフトウェアがNVIDIAによって開発・提供されていたが、DirectX 10に対応するv2.5を最後に開発が終了している。

## nvFX
Cgは2012年4月リリースのバージョン3.1.0013を最後に更新がなされておらず、開発が終了している。
なお開発者へのCgランタイム自体の提供自体は継続されるものの、将来の新しいハードウェア機能をサポートしないため、新規開発での採用は推奨されていない。
後継のクロスプラットフォームなシェーダーエフェクトフレームワークとして、NVIDIAによってnvFXが開発されている
。
nvFXはHLSLやGLSLをバックエンドとするが、OpenGL ESもサポートし、モバイルなどの組み込み機器もターゲットとなる。

## 採用例・実績
- LightWave - LightWaveはバージョン11.6でCgFXを採用している。CgFXによってリアルタイムプレビュー時の法線マッピング機能などが追加されるほか、ユーザーが独自のカスタムシェーダーを実装して利用することができるようになる[8]。
- Maya [9]
- PlayStation 3 [10]
- Adobe Photoshop [11]
- Unity (ゲームエンジン) [12]
- Far Cry [13]